# Барзанский язык
Барзанский язык (борзани, буджильский) — язык еврейско-арамейского кластера, который часто называют «нео-арамейским» или «иудейско-арамейским» языком. Первоначально на нём говорили в трёх деревнях вблизи крепости Акра в Ираке. Самоназвание языка — лишанид джанан, что означает «наш язык». Также похожи имена, используемые другими еврейскими нео-арамейскими диалектами: Lishan Didan (самоназвание урмийского), Lishanid Noshan (самоназвание эрбильского)).

## Происхождение и использование сегодня
Евреи занимали широкую область на территории северного Ирака, восточной Турции и северо-западного Ирана в основном говорили на различных диалектах современного арамейского. Потрясения в конце Первой мировой войны и переселения их в Израиль в 1951 году (когда восемь семей из Биджила переехали в другое еврейское государство) привело к снижению распространения этих традиционных языков. На различных еврейских нео-арамейских диалектах, говорили в сёлах Биджил, Барзан и Шахе. До недавнего времени он был известен как биджили.
Последний носитель барзанского языка умер в 1998 году. Остались только двадцать человек, знающих язык частично, все они старше 70 лет и большинство из села Барзан. Первый язык этих людей либо иврит, либо курдский, а некоторые также говорят на арабском или другом нео-арамейском диалекте. Таким образом, язык функционально вымер.
Из-за недостаточности сведений о барзанском языке, лингвисты затрудняются установить его связи с другими нео-арамейского диалектами. Он может быть связан с эрбильским языком, носители которого концентрируются вокруг Эрбиля к юго-востоку от Барзана. Там возможно некоторое сходство между барзанским и эрбильским, на котором ранее говорили в деревне Доб, в 50 км к северу от Эрбиля. Диалект санду очень похож на барзанский. Однако, исследования показывают, что он имеет больше общего с урмийским. Существуют подтверждения того, что на барзанском также говорили в соседней деревне Нерим, но носителей в этой деревне не осталось.
Есть несколько редких текстов, написанных на барзанском языке.